# 俞氏蹄盖蕨
俞氏蹄盖蕨（学名：Athyrium yui）为蹄盖蕨科蹄盖蕨属下的一个种。

## 扩展阅读
- 維基物種上的相關：俞氏蹄盖蕨